# Hemimycena pithya
Hemimycena pithya (Pers.) Dörfelt – gatunek grzybów z rodziny grzybówkowatych (Mycenaceae).

## Systematyka i nazewnictwo
Pozycja w klasyfikacji według Index Fungorum: Atheniella, Mycenaceae, Agaricales, Agaricomycetidae, Agaricomycetes, Agaricomycotina, Basidiomycota, Fungi.
Po raz pierwszy opisał go w 1801 r. Christiaan Hendrik Persoon, nadając mu nazwę Agaricus lacteus var. pithyus. Obecną nazwę nadał mu Heinrich Dörfelt w 1984 r.
Ma 7synonimów. Niektóre z nich:
- Mycena lactea var. pithya (Pers.) J.E. Lange 1914
- Mycena pithya (Pers.) Mussat 1901[2].

W checklist Władysława Wojewody w 2003 r. gatunek ten potraktowany jest jako synonim białogrzybówki igłowej (Hemimycena gracilis), jednak według Index Fungorum jest to odrębny gatunek.

## Występowanie i siedlisko
Podano stanowiska tylko w niektórych krajach Europy, głównie w Europie Środkowej. W Polsce w 2003 r. W. Wojewoda przytoczył 7 stanowisk dla Hemimycena gracilis (łącznie z Hemimycena pithya, potraktowaną jako jej synonim).
Grzyb saprotroficzny.